# Харківське комерційне училище Імператора Олександра III

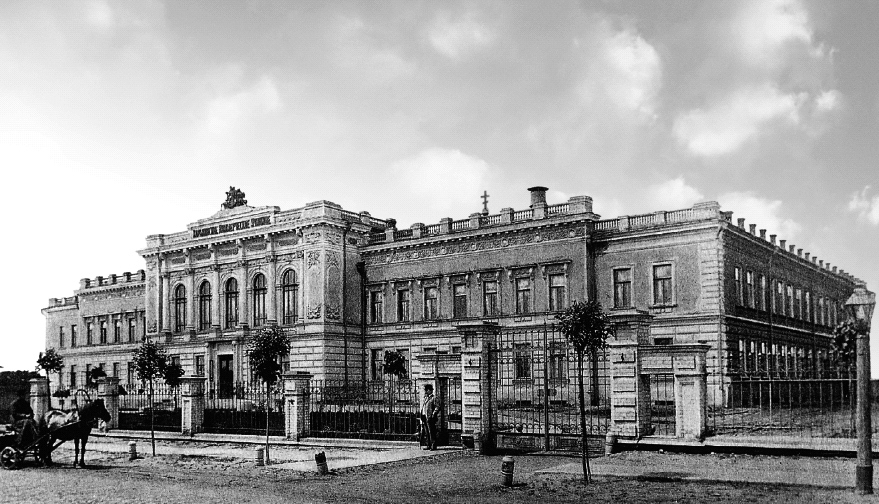
Будівля Харківського комерційного училища Імператора Олександра III. Архітектор Олексій Бекетов

Ха́рківське комерці́йне учи́лище імпера́тора Олекса́ндра III — середній комерційний навчальний заклад у Харкові, що діяв у 1893-1919, один з піонерів спеціальної економічної (комерційного) освіти в Україні та Російській імперії.

## Створення
Рішення про створення прийнято 31 жовтня 1888 на честь дивовижного порятунку Царської сім'ї в залізничній катастрофі на станції Борки під Харковом. Ініціатор створення — харківський купець, комерції радник М. В. Орлов та Харківське купецьке товариство. Питання створення училища розробляла комісія під головуванням міського голови І. О. Фесенка. Затверження Положення 4 березня 1891, відкриття занять — осінь 1893; 2 грудня 1894 надано ім'я Імператора Олександра III.

## Статус училища
У віданні Міністерства народної освіти, з 1895 — Міністерства фінансів, далі — Міністерства промисловості і торгівлі. Устав створений за зразком московського Олександрівського комерційного училища, доповнений відповідно до Положення про комерційні навчальні заклади від 15 квітня 1895. Фінансувалося за рахунок збору з членів Харківського купецького товариства при виборі патентів. Управлялося Опікунською радою (серед опікунів Олексій Алчевський, Микола фон Дітмар), Навчальним комітетом. Урочистий Акт відбувався 3 жовтня. При училищі діяв храм Нерукотворного Образа Господня.
Учні, які успішно закінчили курс, одержували звання особистого почесного громадянина та атестат; найкращі випускники — ступінь кандидата комерції. Відмінники нагороджувалися золотими та срібними медалями.
Первісне завдання училища — підготовка фахівців вищої кваліфікації для торговельних і промислових підприємств, запобігання відтоку талановитої молоді з купецького стану. Серед вихованців представники найвідоміших купецьких родин міста. Навчання платне, існувала розвинена система благодійних стипендій.

## Навчальні програми і курси
8 (підготовчий, 1-5 основні, 6-7 спеціальні) класів.
Загальноосвітні предмети за курсом реальних училищ. Спеціальні комерційні дисципліни: законознавство, політична економія, комерційна географія, бухгалтерія, комерційна арифметика, комерційна кореспонденція, товарознавство. До викладання залучалися професори й приват-доценти вищих навчальних закладів.
З 1912 при училищі діяли вечірні Вищі комерційні курси Харківського купецького товариства.